# Rickey Woodard
Rickey Woodard (/ˈwʊdɑːrd/ⓘ; Nashville, 5 augustus 1950) is een Amerikaanse jazzsaxofonist van de swing en de modernjazz.

## Biografie
Woodard groeide op in Nashville. De eerste optredens had hij met zijn drie broers/zussen in de rhythm-and-blues-band van zijn vader in Tennessee, Alabama en Kentucky. Na een studie aan de Tennessee State University verhuisde hij in 1979 naar Californië, waar hij sindsdien actief was in het swing- en mainstream-circuit, vervolgens vanaf 1980 in de begeleidingsband van Ray Charles, met wie hij zeven jaar op tournee ging. Sinds de jaren 1980 werkte hij o.a. met Frank Capp, Jimmy Cheatham, Warren Vaché jr., Jimmy Smith, Ken Peplowski, de Milt Jackson Big Band (Explosive!, 1999), het Clayton-Hamilton Jazz Orchestra en Joey DeFrancesco (Singin' and Swingin' ).
Sinds begin jaren 1990 nam Woodard onder zijn eigen naam een reeks albums op voor Candid Records en Concord Records. Op het album The Tokyo Express speelde hij in 1992 met de pianist James Williams, de bassist Christian McBride en de drummer Joe Chambers. In 1994 volgde het album Yazoo met de pianist Cedar Walton.
Volgens Richard Cook/Brian Morton herinnert Woodard qua stijl aan Zoot Sims.

## Discografie
- 1991: The Frank Kapp Trio Presents Rickey Woodard (Concord Records)
- 1991: California Cooking (Candid Records)
- 1992: The Tokyo Express (Candid Records)
- 1994: Yazoo (Concord Records)
- 1995: The Silver Strut (Concord Records)